# Zehneria capillacea
Zehneria capillacea är en gurkväxtart som först beskrevs av Heinrich Christian Friedrich Schumacher, och fick sitt nu gällande namn av Charles Jeffrey. Zehneria capillacea ingår i släktet Zehneria och familjen gurkväxter. Inga underarter finns listade i Catalogue of Life.